# 特默謝尼鄉
46°59′38″N 26°57′02″E / 46.994°N 26.9505°E
特默謝尼鄉（羅馬尼亞語：Comuna Tămășeni, Neamț），是羅馬尼亞的鄉份，位於該國東北部，由尼亞姆茨縣負責管轄，處於布加勒斯特以北290公里，每年平均降雨量943毫米，海拔高度186米，2007年人口9,283。